# Gacuriro
Gacuriro ist eine von vier Zellen (Verwaltungseinheiten 4. Ebene) im Sektor Kinyinya des Distrikts Gasabo in der ruandischen Hauptstadt Kigali. Sie liegt auf einer Höhe von etwa 1490 m. Nachbarzellen sind im Nordosten Murama, im Osten Kibagabaga, im Südosten Nyarutarama, im Süden Kamatamu, im Südwesten Kibaza, im Westen Musezero und im Nordwesten Kagugu. In Gacuriro befindet sich der Hauptsitz des Sektors Kinyinya.